# Queijo prato
Queijo prato, também chamado de queijo lanche, é um tipo de queijo macio de massa prensada e textura semelhante à do queijo Dinamarquês Danbo. Tem coloração amarela e sabor suave.

## História
O queijo Prato surgiu em 1920 da tentativa de colonos dinamarqueses estabelecidos originalmente  em  Aiuruoca mg (laticinios skandia), no Sul de Minas Gerais, em produzir o queijo Gouda. Como esse queijo tinha um formato cilíndrico baixo, semelhante a um prato, fiscais do Ministério da Agricultura, que nunca tinham ouvido falar desse tipo de queijo, chamaram-no de "prato".
O queijo Prato permaneceu com o formato cilíndrico baixo até os anos 1960, quando algumas fábricas lançaram o formato de paralelepípedo para facilitar o fatiamento. Esse formato predomina hoje e o único remanescente do antigo formato é o Prato Cobocó.
Muito difundido e consumido no Brasil, o queijo prato é, hoje, fabricado em diversos estados do Brasil. De sabor suave e pouco complexo, é utilizado principalmente no preparo de lanches e outros alimentos.

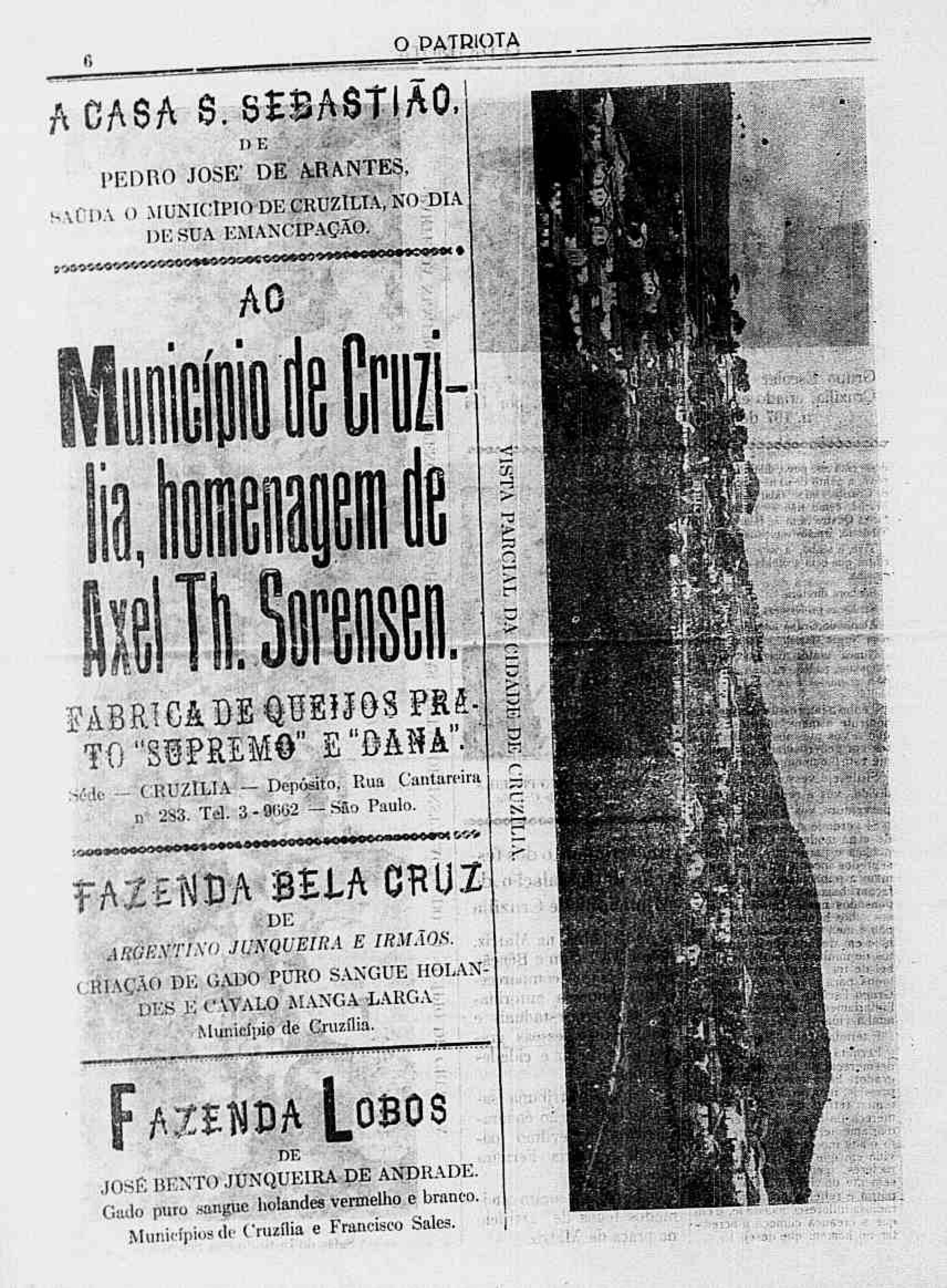
Jornal em que o 1º fabricante de Queijo Prato - Axel Th. Sorensen - Laticínios Supremo homenageia a instalação do Município de Cruzília.